# Meligethes gagathinus
Meligethes gagathinus är en skalbaggsart som beskrevs av Wilhelm Ferdinand Erichson 1845. Meligethes gagathinus ingår i släktet Meligethes, och familjen glansbaggar. Enligt den svenska rödlistan är arten nära hotad i Sverige. Arten förekommer i Götaland, Gotland, Öland och Svealand. Artens livsmiljö är våtmarker, jordbrukslandskap.